# Vlag van Greater Manchester

Vlag van Greater Manchester

Greater Manchester heeft momenteel geen officiële vlag. De voormalige Greater Manchester County Council gebruikte tijdens zijn bestaan tussen 1974 en 1986 een heraldische banier van zijn wapen.
De vlag werd in 1974 aangenomen door Greater Manchester County Council en is afgeleid van het schild- en wapenschild op het wapenschild van Greater Manchester. Het ontwerp zelf wordt gebruikt door een aantal organisaties die het gebied Greater Manchester vertegenwoordigen, zoals de voormalige Greater Manchester County Council, de Greater Manchester Fire and Rescue Service en de Greater Manchester Army Cadet Force, die allemaal tien gouden torens op een rode achtergrond gebruiken om de tien stadsdelen voor te stellen.
De vlag bestaat uit tien gouden kastelen (gerangschikt in rijen van 3-2-3-2) op een rode achtergrond, omzoomd door een gouden rand in de stijl van een kasteel kantelen. Het blazoen is: "Gules, ten Towers three two three two, all within a Bordure embattled Or".
De tien gouden kastelen vertegenwoordigen elk van de tien districten van het graafschap: Bolton, Bury, Manchester, Oldham, Rochdale, Tameside, Trafford, Salford, Stockport en Wigan. De rode grond staat voor de mankracht en de rode bakstenen architectuur van de regio, beide overblijfselen van het industriële verleden van Greater Manchester. De omstreden grens vertegenwoordigt de eenheid en gedeelde toekomst van de regio, en haar moedige, waakzame en toekomstgerichte karakter.
De vlag zou hebben gehangen voor de kantoren van National Rail op het treinstation Manchester Piccadilly en voor het stadhuis van Rochdale.